# Phytomyza conioselini
Phytomyza conioselini är en tvåvingeart som beskrevs av Griffiths 1973. Phytomyza conioselini ingår i släktet Phytomyza och familjen minerarflugor.
Artens utbredningsområde är Alaska. Inga underarter finns listade i Catalogue of Life.